# 神户女子短期大学
神户女子短期大学（日语：／ Kōbe Joshi Tanki Daigaku *），简称神女短，是一所位于日本兵库县神户市中央区的私立短期大学。

## 概要

### 简介
- 学校最早可以追溯到1940年[1][2]。短期大学为于1950年开办[2]、由学校法人行吉学园经营[3]

### 历史
- 1950年 神户女子短期大学成立并同时设置一个学科即服装科[2]。
- 1951年 服装科第二部[注 1]、业余课程各自成立[3][4]。
- 1953年 家政科成立。分离为两个课程、以下列举[3][2]。
  - 第一部
  - 第二部[注 1]
- 1954年 服装专攻成立于专科[5]。
- 1955年 初等教育科成立[2]。分离为两个课程、以下列举。
  - 第一部
  - 第二部[注 1]
- 1956年 家政专攻成立于专科[5]。
- 1992年 新校园成立于港湾人工岛[2]。
- 1996年 三个学科各自改名为、以下列举[2]。
  - 家政科→食物营养学科
  - 服装科→总合生活学科
  - 初等教育科→初等教育学科
- 2008年 保育专攻成立于专科[2]。

### 宪章
- 请参看神户女子短期大学的标志 （日語） 2014年6月8日阅览。

## 学校环境
- 校区：在兵库县神户市中央区

## 历任校长
- 长濑庄一：现在短期大学校长[6]

## 组织

### 学科
- 食物营养学科
- 总合生活学科
- 初等教育学科

### 前学科
| - 服装科第二部 - 家政科第二部 - 初等教育科第二部 |

### 专科
| - 家政专攻 - 服装专攻 - 保育专攻 |

### 业余课程
| - 服装专修:已停办。 |

### 附属机关
| - 图书馆 |

## 相关链接
- 日本短期大学列表
- 神户女子大学濑户短期大学